# Hôtel de ville de Carvin
L'hôtel de ville de Carvin est un ancien château devenu l'hôtel de ville de Carvin.

## Histoire
Appartenant à un ancien brasseur, le château Delehelle est racheté en 1930 par la ville de Carvin afin de s'en faire son hôtel de ville. L'architecte Emile Benoît conçut les plans du nouvel hôtel de ville, en 1930. 
Le réaménagement du parc fut confié en 1931 à l'architecte paysagiste Georges Van Den Heede.

## Caractéristiques
L'hôtel de ville de Carvin est un bâtiment construit en brique et pierre sur deux niveaux. Le pavillon central est surmonté d'un fronton triangulaire
au dessus duquel, un clocheton appartenant à l'ancienne maison échevinale érigée en 1788 a été ajouté.
Le peintre décorateur Moïse Massy réalisa la décoration intérieure : 
- deux verrières représentant des mineurs quittant la mine et la moisson ;
- portrait de Jean Jaurès ;
- blason de la ville ;
- des sujets allégories, la liberté, l'égalité...

En 2009, l'hôtel de ville est inscrit comme monument historique puis au patrimoine mondial de l'UNESCO en 2012.